# Pseudobuddelundiella hostensis
Pseudobuddelundiella hostensis là một loài chân đều trong họ Buddelundiellidae. Loài này được Borutzkii miêu tả khoa học năm 1967.